# 片岡信之
片岡 信之（かたおか しんし、1939年 - ）は、日本の経営学者。龍谷大学名誉教授、桃山学院大学教授。専門は経営学・経営史・経済史。経営学博士。

## 来歴
神戸大学経営学部卒業。1971年、京都大学大学院経済学研究科修了。経営学博士。
龍谷大学経営学部教授を経て、桃山学院大学経営学部教授、龍谷大学名誉教授。大連軽工業学院客座教授、大連市企業連合会名誉理事。
日本経営学会（理事1992-1998、理事長2001-2004、理事2004－）、工業経営研究学会（理事1987-1993）、比較経営学会（理事1976-1979）、アジア経営学会（常任理事1993-）、経営学史学会 （理事1996-、理事長2005-）、四系列(経営・会計・商学・情報)教育会議（常任理事1995-2001、名誉理事2004-）などを歴任。

## 著書

### 単著
- 『経営経済学の基礎理論――唯物史観と経営経済学』（千倉書房, 1973年）
- 『新しい社会主義――チェコスロヴァキアの事例』（千倉書房, 1979年）
- 『集権的社会主義の成立――チェコスロヴァキアの事例』（千倉書房, 1980年）
- 『日本経営学史序説――明治期商業諸学から経営学への胎動へ』（文眞堂, 1990年）
- 『現代企業の所有と支配――株式所有論から管理的所有論へ』（白桃書房, 1992年）

### 共著
- （篠原三郎）『批判的経営学』（同文館, 1972年）
- （齋藤毅憲・高橋由明・渡辺峻）『はじめて学ぶ人のための経営学』（文眞堂, 2000年／第2版, 2006年）

### 編著
- 『要説経営学』（文真堂, 1994年）
- 『現代企業社会における個人の自律性――組織と個人の共利共生に向けて』（文眞堂, 2004年）

### 共編著
- （橋本久義）『創造的中小企業――元気な会社20社の生きざま』（日刊工業新聞社, 1996年）
- （三島倫八）『アジア日系企業における異文化コミュニケーション』（文眞堂, 1997年）
- （篠崎恒夫・高橋俊夫）『新しい時代と経営学』（ミネルヴァ書房, 1998年）
- （橋本久義）『IT時代を切り拓く女性起業家たち』（日刊工業新聞社, 2001年）
- （齊藤毅憲・佐々木恒男・高橋由明・渡辺峻）『経営・商学系大学院生のための論文作成ガイドブック』（文眞堂, 2004年）
- （齊藤毅憲・佐々木恒男・高橋由明・渡辺峻）『ベーシック経営学辞典』（中央経済社, 2004年）
- （海道ノブチカ）『現代企業の新地平――企業と社会の相利共生を求めて』（千倉書房, 2008年）

### 訳書
- A・L・スヴェンツィツキー『ソ連の行動科学的管理論』（同文舘, 1977年）